# Parafia św. Pio z Pietrelciny w Mrągowie
Parafia Świętego Pio z Pietrelciny w Mrągowie – rzymskokatolicka parafia w Mrągowie, należąca do archidiecezji warmińskiej i dekanatu Mrągowo. Została utworzona 1 listopada 2000. Kościół parafialny mieści się na Osiedlu Mazurskim.